# Анри Пози
Анрѝ Позѝ (на френски: Henri Pozzi-Еscot) е френски политик, дипломат и публицист. Дълги години работи за френските и английските тайни служби на Балканите и в Източна Европа.

## Биография
Роден е през 1879 година в Бержерак, Франция. Произхожда от стара протестантска фамилия. В България е известен с книгата си от 1934 г. „Войната се завръща“ (публикувана на френски като „La Guerre Revient“, а на английски като „Black Hand Over Europe“), в която той описва сръбските издевателства над мирното българско население във Вардарска Македония. Също и за сръбската пропаганда сред хърватите и бошняците в Кралска Югославия. Във френския печат книгата е игнорирана и оклеветена. Осъден е от Върховния белградски съд задочно на 20-годишна присъда.
Анри Пози за методите на мъчения в Югославия:
| „ | Изведнъж всичко, което ми беше казано в Загреб, София, Белград за начините на разпит, употребявани в сръбските затвори: нос и уши изрязвани, дланите и ходилата пристягани, прищипване на гръдните зърна с нажежени клещи, разкъсване на половите органи, нажежени железа, положени на кръста и под краката – се завърнаха в паметта ми. | “ |

## Произведения
- La Guerre revient ... (1933)
- Les Coupables (1935)
- La Bataille Contre la Paix (1939)